# Jérémy Jacquet
Jérémy Jacquet (* 13. Juli 2005 in Bondy) ist ein französischer Fußballspieler, der aktuell bei Stade Rennes unter Vertrag steht.

## Karriere

### Verein
Jacquet begann seine fußballerische Ausbildung im Oktober 2011 bei der AS Oitre Mer du Bois d’Abbé. Nach zwei Jahren wechselte er zu Racing Joinville, wo er bis 2019 spielte. Anschließend wechselte er in die Jugendakademie von Stade Rennes. Dort spielte er 2021/22 unter anderem für die U19-Mannschaft in der Coupe Gambardella, zudem schon in der fünftklassig spielenden Reservemannschaft. Am 20. September 2022 unterschrieb er bei Rennes im Alter von 17 Jahren seinen ersten Profivertrag mit einer Laufzeit bis 2026. 2022/23 spielte er erneut in beiden Teams, wurde jedoch in der Zweitmannschaft zur festen Größe im Team und stand auch schon einmal im Spieltagskader der Profis. Am 18. Spieltag der Saison 2023/24 wurde er bei einem 2:0-Sieg über den OGC Nizza spät eingewechselt und debütierte somit in der Ligue 1 für die Profimannschaft.
Ende Januar 2024 wechselte er auf Leihbasis bis zum Ende der Spielzeit zum Ligakonkurrenten Clermont Foot. Dort kam er in der Ligue 1 auf sechs Einsätze. Nach dem Abstieg von Clermont wurde die Leihe um ein weiteres Jahr verlängert, sodass er mit dem Team in die zweite Liga ging. Zu Beginn der Saison 2024/25 absolvierte er 17 Ligaspiele, davon 16 in der Startelf. Im Februar 2025 wurde er vorzeitig von Stade Rennes zurückgeholt und kam in der verbleibenden Spielzeit zu elf weiteren Einsätzen in der Ligue 1.

### Nationalmannschaft
Beginnend in der U17-Nationalmannschaft Frankreichs spielte Jacquet bislang in diversen weiteren Juniorenteams der FFF, nahm jedoch an keinem großen Turnier teil.